# Carciofo romanesco del Lazio
Il carciofo romanesco del Lazio è la denominazione di una cultivar di carciofo derivante dalle cultivar castellammare e campagnano, prodotto nel Lazio.
Dal novembre 2002, a livello europeo, la denominazione Carciofo romanesco del Lazio è stata riconosciuta indicazione geografica protetta (IGP) .

## Storia
Il carciofo è originario del Medio Oriente. Il carciofo selvatico era utilizzato tanto come medicinale quanto come alimento già dagli egizi e greci antichi. Gli arabi ne iniziano la coltivazione nel IV sec. a.C., veniva chiamato Karshuf, da cui il nome attuale. 
Anche gli antichi romani utilizzavano il carciofo in ambito culinario e medico, lo scrive in alcuni suoi testi lo scrittore latino di agronomia e agricoltura, Lucio Giunio Moderato Columella, il quale decanta le proprietà del "cynara". Da allora, ma probabilmente già gli etruschi raccoglievano questo prodotto, nell'Agro Romano, oggi Agro Pontino, e nelle altre campagne laziali, viene coltivato il carciofo romanesco, oggi seguendo un preciso disciplinare, deve essere rigorosamente della cultivar "Castellammare" e relativi cloni, che ne stabilisce il metodo di produzione ed in quali  aree geografiche.

## Cucina
Il Carciofo Romanesco del Lazio IGP è stato il primo prodotto italiano ad essere tutelato a livello europeo dal marchio IGP. Si distingue dalle altre varietà per le dimensioni maggiori, i capolini sono violacei e contengono sodio, potassio, fosforo, calcio e le vitamine C e K. Il periodo migliore per la raccolta va da inizio marzo a fine aprile. Nella cucina tipica romana, e laziale, sono numerosissime le ricette, le preparazioni tradizionali sono "alla Giudia" e "alla Romana", ma vengono utilizzati per numerosi primi, secondi e contorni, ad esempio in brodetto, fritti e ripieni.

## Zona geografica
Comprende i territori dei seguenti comuni delle province di Viterbo, di Roma e di Latina: Montalto di Castro, Canino, Tarquinia, Allumiere, Tolfa, Civitavecchia, Santa Marinella, Campagnano, Cerveteri, Ladispoli, Fiumicino, Roma, Lariano, Sezze, Priverno, Sermoneta, Pontinia.

## Sagre
Istituita nel 1950, la sagra del carciofo romanesco si svolge ogni anno a Ladispoli. Oltre un ricco programma per i festeggiamenti di Re carciofo, la  manifestazione coinvolge anche i migliori ristoranti locali, i quali propongono menù speciali a prezzo fisso, con piatti tipici a base rigorosamente di carciofo come il brodetto di carciofi, i carciofi alla Giudia, i carciofi alla romana, i carciofi fritti, i carciofi ripieni.
Questa Sagra si svolge anche a Sezze (borgo collinare in provincia di Latina, nel Lazio).

## Altri carciofi con marchio europeo
- Carciofo spinoso di Sardegna (DOP)
- Carciofo Brindisino (IGP)
- Carciofo di Paestum (IGP)

## Galleria d'immagini

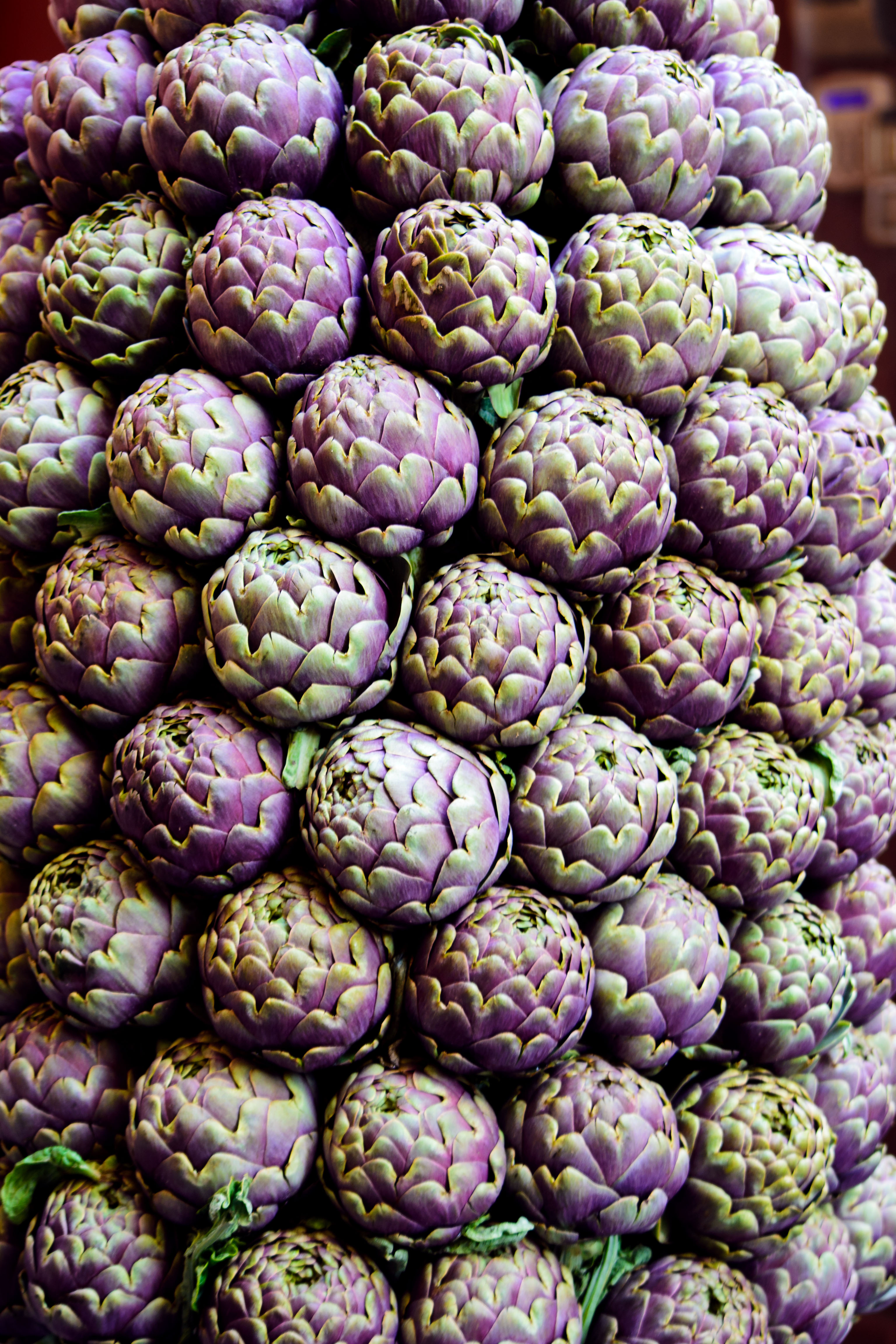
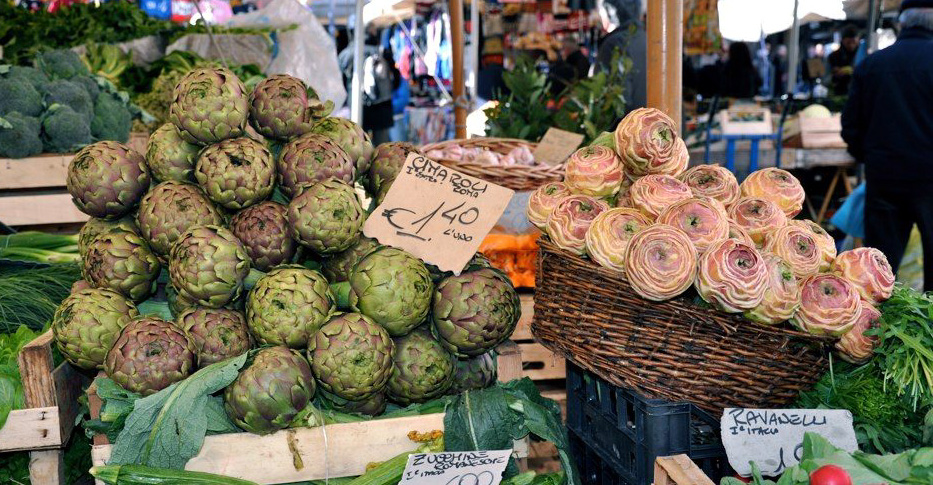
Mercato di Campo de' Fiori
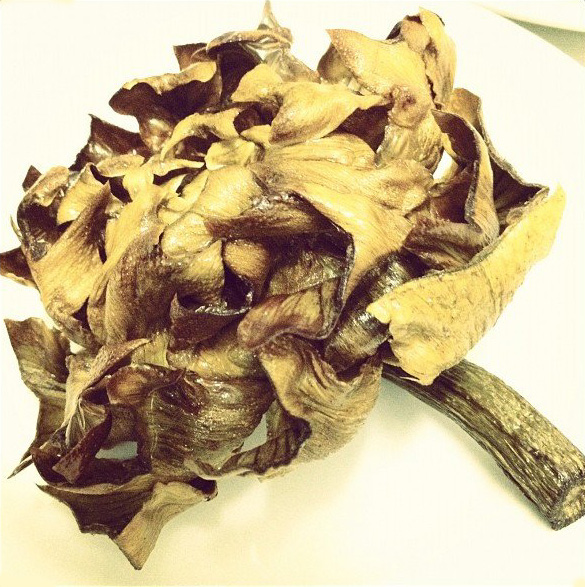
Carciofi alla giudia
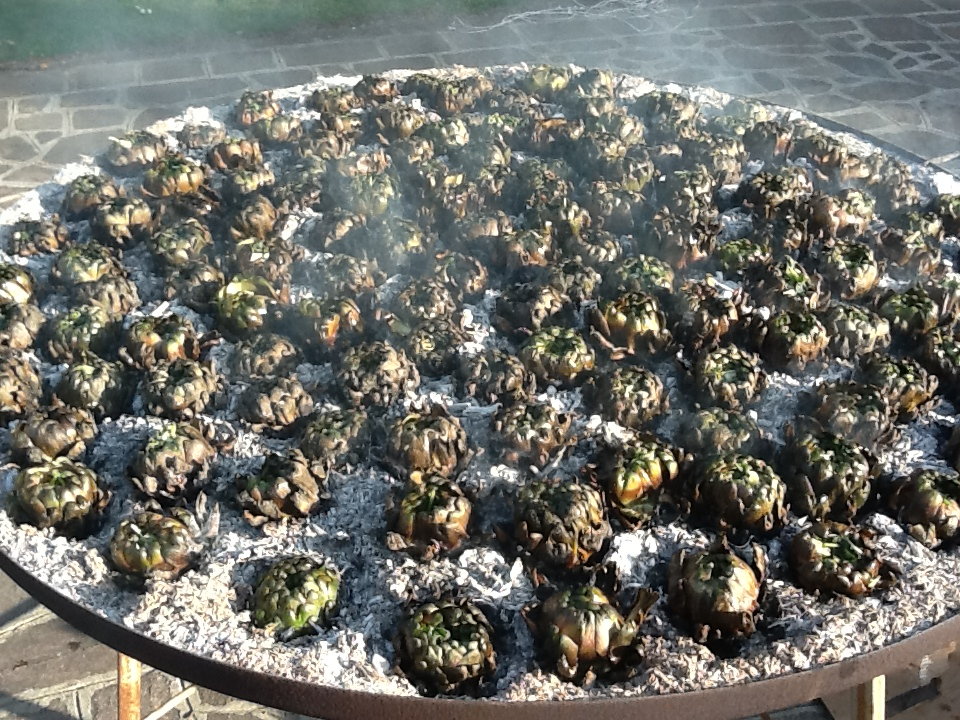
La carciofolata alla matticella